# 階上テレビ中継局
階上テレビ中継局（はしかみテレビちゅうけいきょく）は、青森県三戸郡階上町に置かれていたアナログテレビ中継局である。

## 中継局概要

### アナログテレビ放送
| チャンネル 番号 | 放送局名     | 空中線 電力       | ERP              | 放送対象地域 | 放送区域 内世帯数 | 運用開始日    |
| --------------- | ------------ | ----------------- | ---------------- | ------------ | ----------------- | ------------- |
| 42              | RAB 青森放送 | 映像3W/ 音声750mW | 映像99W/ 音声25W | 青森県       | -                 | -             |
| 44              | NHK 青森総合 | 映像3W/ 音声750mW | 映像99W/ 音声25W | 青森県       | -                 | 1973年 7月6日 |
| 46              | NHK 青森教育 | 映像3W/ 音声750mW | 映像99W/ 音声25W | 全国         | -                 | 1973年 7月6日 |

- 所在地： 階上町赤保内（灯明堂山）
- 2011年7月24日をもってすべて廃止された。なお、青森テレビ（ATV）と青森朝日放送（ABA）にはチャンネルが割り当てられていなかった。
- デジタル放送については八戸局や道仏局を受信することになった[2][3][4][5][6]。